# Wojna peruzyńska
Wojna peruzyńska (łac. Bellum Perusinum) – konflikt zbrojny zwolenników Marka Antoniusza z armią Oktawiana zimą 41 p.n.e.–40 p.n.e. Powodem wojny był spór z weteranami wojennymi.

## Wprowadzenie
W rok po zawiązaniu II triumwiratu przez Marka Lepidusa, Marka Antoniusza i Oktawiana (43 p.n.e.) doszło do decydującej bitwy pod Filippi, w której pokonali oni zabójców Cezara: Brutusa oraz Kasjusza. Ponieważ Lepidus nie uczestniczył osobiście w bitwie, nastąpiły po niej zmiany we władzy wewnątrz triumwiratu. Obok Antoniusza silną władzę miał Oktawian. W tej sytuacji Lepidus przestał liczyć się w walce o władzę. Obaj zwycięzcy podzielili między siebie obowiązki. Marek Antoniusz był odpowiedzialny za porządek na wschodzie imperium, Oktawian tymczasem otrzymał zadanie pozyskania środków i zaopatrzenia dla weteranów wojennych. W tym celu wywłaszczył miasta Italii oraz senatorów, co sprowadziło na niego gniew tych ostatnich. Niezadowoleni byli także sami weterani, gdyż ofiarowane im środki okazały się niewystarczające.

## Strony konfliktu
Marka Antoniusza w konflikcie z Oktawianem wsparli żona Fulwia oraz brat Lucjusz Antoniusz. Fulwia oraz wybrany na konsula Lucjusz nie byli zadowoleni z działań Oktawiana i zamierzali sami przejąć jego zadania. Ich interwencja spowodowała cofnięcie przez Oktawiana wywłaszczenia senatorów. Nie odpowiadało to weteranom, którzy otrzymywali mniejsze nadziały. Wszelkie próby rozwiązania konfliktu pomiędzy Oktawianem i Markiem Antoniuszem skończyły się niepowodzeniem. Doprowadziło to w 40 r. p.n.e. do sytuacji, w której weterani sami zdecydowali się przejąć inicjatywę. Zebrali się w Rzymie i zażądali upublicznienia układów zawartych między oboma wodzami. Po zapoznaniu się z tymi dokumentami, zamierzali decydować na temat swojej przyszłości. Ich żądania zostały wyśmiane przez Fulwię i Lucjusza. Upokorzeni weterani przeszli wtedy na stronę Oktawiana i rozpoczęli zbrojenia, podejmując akcje militarne. W odpowiedzi Lucjusz przy pomocy swojego brata zebrał armię, którą zamierzał zaatakować przeciwników.

## Przebieg wojny
Pierwszy krok wykonał Oktawian, który pomaszerował na miasto Nursia, a następnie zajął Sentinum. Lucjusz tymczasem ruszył na Rzym. Po dotarciu do miasta został do niego wpuszczony przez wartowników. W Rzymie wypowiedział się ostro przeciwko triumwiratowi, nazywając Oktawiana oraz Lepidusa zbrodniarzami. Lud rzymski uznał go wówczas za swojego przywódcę i oficjalnie wypowiedział wojnę Oktawianowi. 
Pierwszym celem Lucjusza było niedopuszczenie do połączenia sił Oktawiana i Salvidienusa Rufusa, za którego armią podążały siły Gajusza Polliona oraz Publiusza Ventidiusa Bassusa. W tej sytuacji doradca i zaufany przyjaciel Oktawiana, Agryppa, skierował uwagę Lucjusza na strategicznie ważne miasto Satrium, które znalazło się w jego zasięgu. Plan powiódł się i Lucjusz skierował się przeciwko Agrylli. Wówczas wojska Salvidienusa wyszły na tyły oddziałów Lucjusza, zamykając mu drogę odwrotu. Unikając walki, Lucjusz schronił się w mieście Peruzja.

## Oblężenie Peruzji

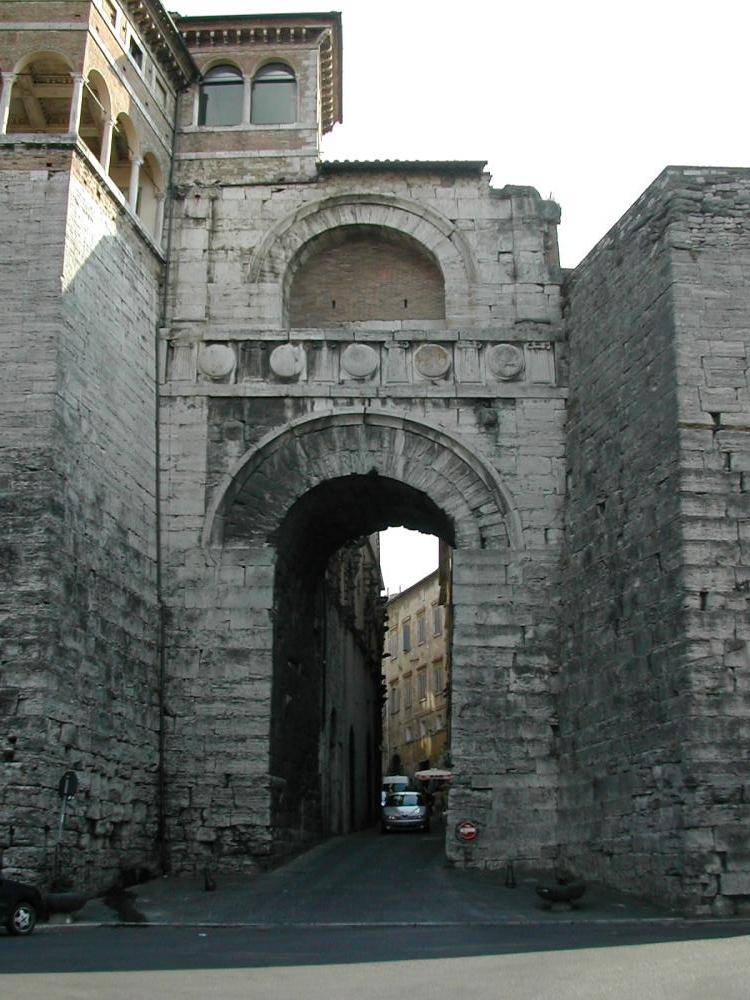
Brama etruska w Peruzji

W kierunku Peruzji wyruszyły połączone siły Agryppy, Salvidienusa i Oktawiana. Wcześniej wojska Gajusza Polliona oraz Ventidiusa nieskutecznie próbowały dostać się do miasta. Podobnie nieudaną akcję przeprowadzili żołnierze Lucjusza, którzy nocą dwukrotnie bez sukcesu próbowali wydostać się z Peruzji. Wkrótce też wojskom Lucjusza zaczęły kończyć się zapasy żywności, zakazano wtedy wydawać pożywienie niewolnikom. Pomimo zastosowania tych środków coraz częściej dochodziło do zgonów w wyniku niedożywienia, co znacznie pogorszyło nastroje wśród żołnierzy.
Nastroje w armii Oktawiana również nie były najlepsze. Po obozie krążyła plotka, jakoby nakazał on stracić jednego z żołnierzy, w wyniku nieporozumienia podczas widowiska teatralnego. Sytuacja doprowadziła do gniewnej reakcji wśród podwładnych Oktawiana, a kilku z żołnierzy własnoręcznie zamierzało go zabić. W tym momencie rzekomo stracony żołnierz pojawił się cały i zdrowy, co uspokoiło napiętą sytuację. Po drugiej stronie barykady doszło natomiast do licznych dezercji. Trudną sytuację wykorzystał Oktawian, którego siły z zaskoczenia zajęły miasto. 
Lucjusz Antoniusz oraz Fulwia zostali ułaskawieni, musieli jednak udać się na wygnanie. Członkowie rady miejskiej Peruzji w kilka dni po zajęciu miasta na rozkaz Oktawiana zostali straceni. Ponad 300 senatorów i członków możnych rodów, którzy współpracowali z Lucjuszem 15 marca 40 r. p.n.e., zostało skazanych i złożonych w ofierze na ołtarzu boskiego Cezara w rocznicę jego śmierci. Oktawian wypowiedział wówczas błagającym go o życie słowa (według Swetoniusza, Divus Augustus, 15): Moriendum est – (Trzeba umrzeć). Peruzję władca oddał swoim żołnierzom. Z obawy przed rabunkiem jeden z mieszkańców podpalił własny dom, co doprowadziło do pożaru miasta, które z wyjątkiem świątyni Wulkana całkowicie spłonęło.